# Скурати
Скурати́ — село в Україні, у Чоповицькій селищній громаді Коростенського району Житомирської області. Розташоване за 41 км від м. Малин. — одне з древлянських поселень. Назва його походить скоріше за все від слова «скорити», що є свідченням того, що жителі села в давні часи найвірогідніше займалися обробкою шкір. Продам гараж +380686091145

## Історія
В часи Київської Русі, а потім в литовський період родина Скуратів-воїнів перебувала на військовій службі, а в добу польського панування скуратівці за попередні військові заслуги були зараховані до складу так званої околичної шляхти, що було підтверджено посвідченням про привілеї у 1571 році Свої родоводи вони ведуть від місцевих бояр — васалів київського воєводи, а ще давніше київського князя.
Наприклад, за ревізією 1571 року в Скуратах жили четверо бояр Скуратівських, які несли військову службу, в Ходаках — десятеро Ходаківських, у Меленях — п'ятеро Меленівських. Ідеться лише про голів сімей, бо членів їхніх родин не заведено було враховувати. З XVII ст. в селі діяла православна церква. При російській імператриці Катерині II привілеї представників родини Скуратівських були підтверджені зачисленням їх до числа дрібнопомісного дворянства. У 1862 році в селі відкрилося народне училище. 
Станом на 1886 рік це селище різночинців з 948 мешканцями, православною церквою, школою, 2 постоялими будинками, лавкою, 2 шкіряними заводами. У 1900 році в селі налічувалося 1350 жителів, 250 дворів. Діяли 7 вітряних і 7 водяних млинів, магазин, аптека, фельдшерський пункт, 2 постоялих двори.
За даними перепису населення 1897 року у Скуратах мешкало  1690 осіб (853 чоловіка та 837 жінок), з них православних — 1500, юдеїв - 189.

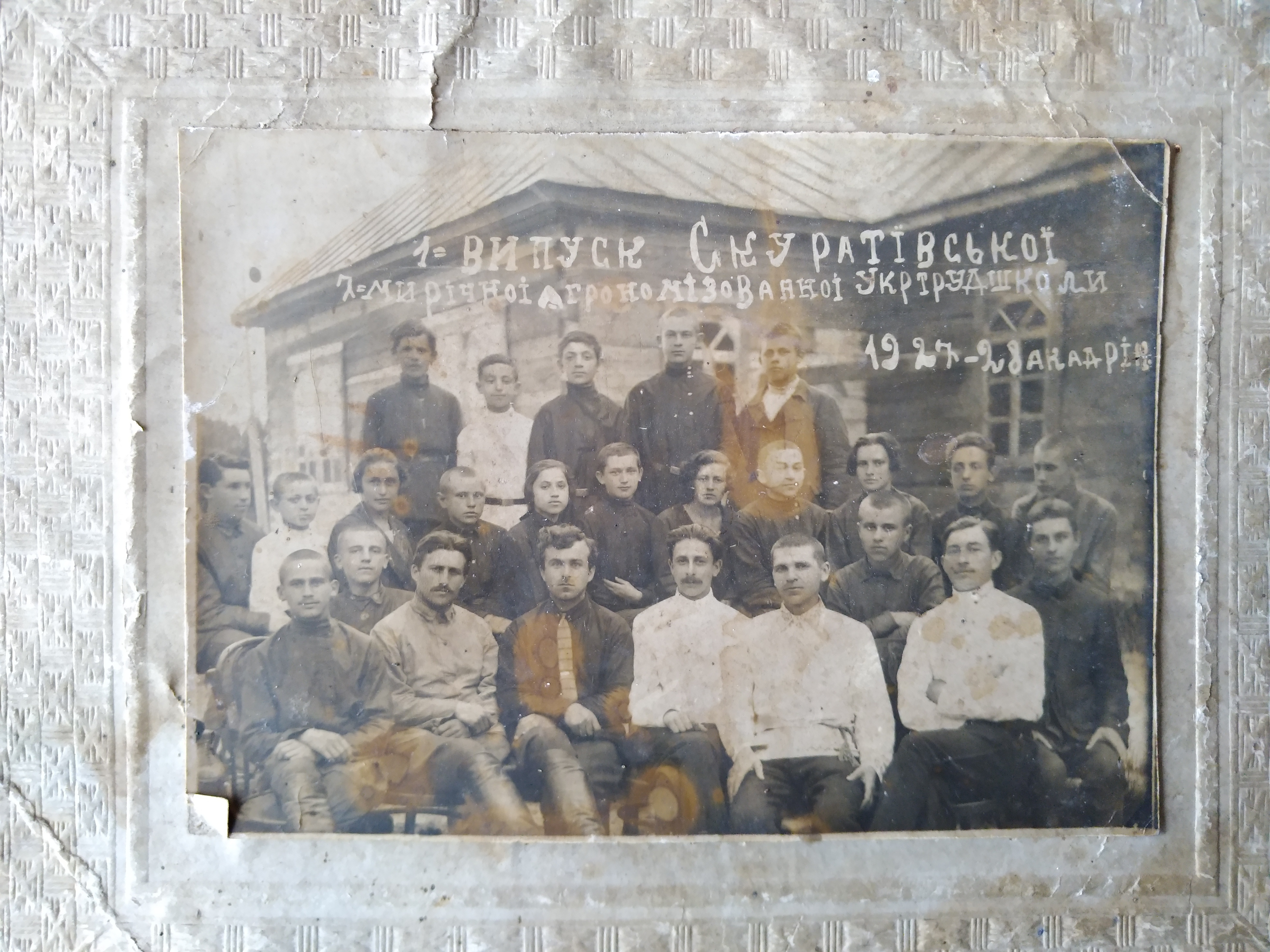
Перший випуск Скуратівської семирічної агрономізованої укртрудшколи. 1927-28 навч. рік. Фото з фондів Скуратівського шкільного краєзнавчогго музею

9 листопада 1921 р. під час Листопадового рейду через Скурати проходила Волинська група (командувач — Юрій Тютюнник) Армії Української Народної Республіки.
У 1929—1931 рр. позиція віруючих у захисті своїх церков підсилювалась масовими антирадянськими виступами (волинками), які наростали у процесі хлібозаготівельної кампанії та насильницької колективізації. Архівні документи тих років фіксують факти відкритого протистояння біля церков у багатьох селах Волино-Житомирського регіону. Так, за даними Коростенського ОДПУ від 23 лютого 1930 р., «інциденти» з причин зняття церковних дзвонів відбулись в селах Ходаки, Бехи, Мелені, Устиновці, Мединовці, Обиходи та ін. Чоповицького й Ушомирського районів (всього в окрузі було зафіксовано 20 таких виступів).
В селі Скурати під час зняття дзвонів зібралось на захист церкви близько 400 жінок, які зірвали з міліціонера кашкет та намагались його побити. Врятувався він від розправи тільки тим, що здійснив кілька попереджувальних пострілів з пістолета. Не дивлячись на всі хитрощі влади, жителі сіл Ворсівка, Скурати не дали закрити і знищити свої церкви. Церковне майно використовувалось показово і для інших потреб. В селі церковний дзвін повісили на колгоспній пожежні.
У 1922 році утворено Скуратівську сільську раду. У 30-і роки в селі було кілька колгоспів, в тому числі ім. Гринька та «Червоний хлібороб». 268 жителів села були учасниками Німецько-радянської війни, 122 з них не повернулися з фронтів, 112 нагороджено орденами та медалями. Село було визволено від гітлерівців 15 листопада 1943 року. Однак ще до кінця грудня поблизу С. проходили кровопролитні бої з німецьким загарбниками, які перейшли в контрнаступ. У 70-80-і роки збудовано нове приміщення школи, адмінбудинок з будинком культури, ФАП, лазню.
Нині Скурати є центральною садибою ПОСП «Скуратівське». В селі діють загальноосвітня школа, будинок культури, бібліотека, аптека, лікарняна амбулаторія, 2 магазини. У 1989 році в С. налічувалося 404 жит.; 2001—333 жит.

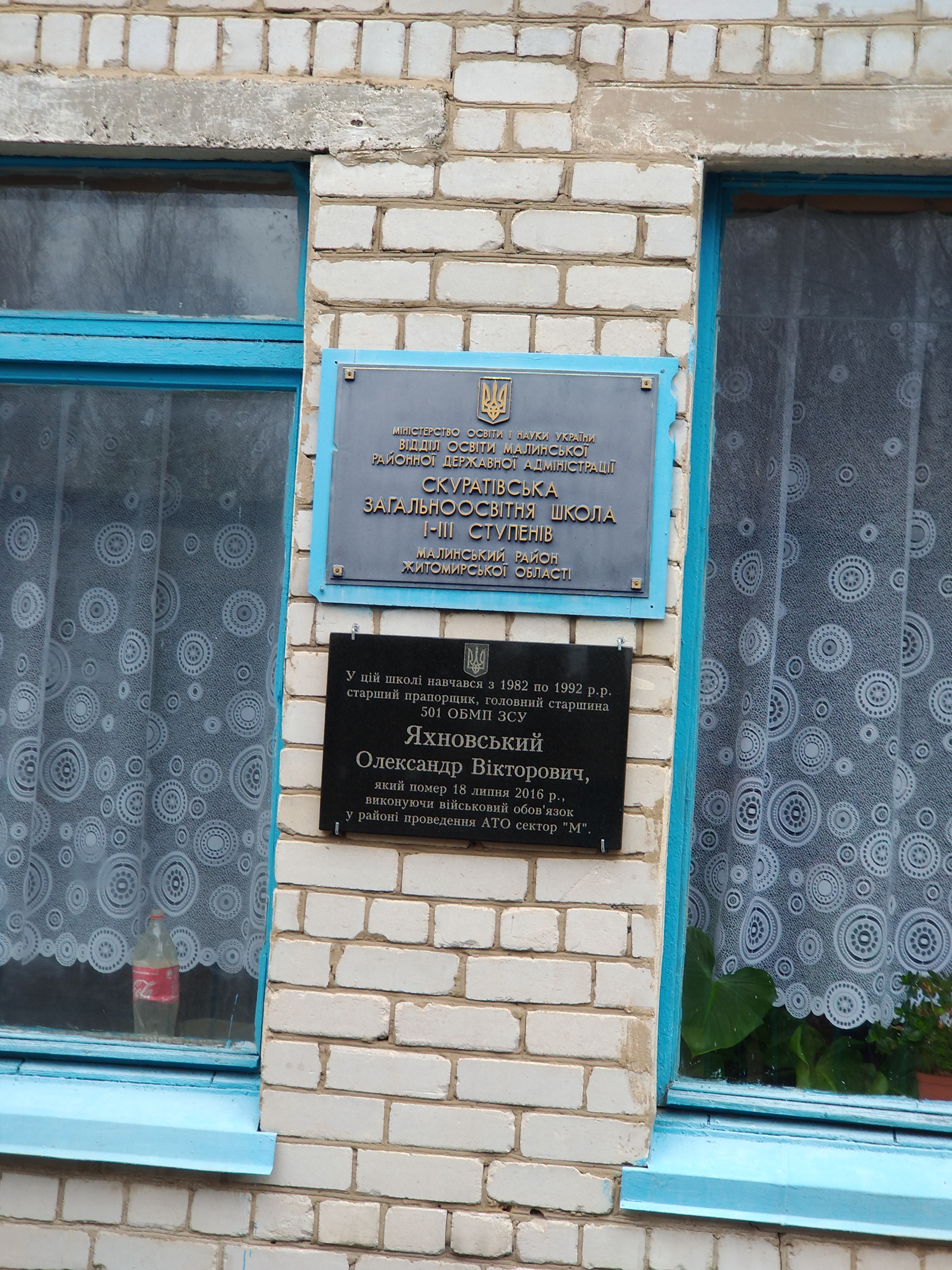
Меморіальна дошка О. Яхновському в с. Скурати

## Люди
Уродженцями села є:
- завідувач кафедри Української академії державного управління при Президентові України, доктор філосовських наук, професор В. А. Скуратівський;
- архітектор, лауреат Шевченківської пемії В. П. Скуратовський;
- кандидат фізико-математичних наук В. Д. Залізко; кандидат технічних наук В. П. Максименко;
- начальник відділу кадрів Акціонерного банку «Брокбізнесбанк» Д. П. Недашківський;
- ректор Ніжинського державного університету князя Безбородька Ол.Самойленко

У селі похований Олександр Вікторович Яхновський — старший прапорщик Збройних сил України, учасник російсько-української війни.